# Benjamin Sirimou
Benjamin Sirimou, né le 29 mai 1969, est un athlète camerounais, spécialiste des courses de sprint.

## Biographie
En 1995, il participe aux championnats du monde, organisés à Göteborg. Sur 100 m, il bat son record personnel en 10 s 51 mais termine seulement 5e de sa série et ne se qualifie pas pour le tour suivant. Il est également éliminé lors des séries du 200 m. Enfin, en relais, il bat le record national du 4 × 100 m avec Aimé-Issa Nthépé, Samuel Nchinda et Pierre Makon en 40 s 72, mais le Cameroun termine tout de même dernier de l'épreuve.
En 1996, à Yaoundé, il devient vice-champion d'Afrique du 100 m en 10 s 54. Il participe un mois plus tard aux Jeux olympiques sur 100 m, 200 m et 4 × 400m mais il est éliminé au premier tour de chacune de ces épreuves.
Il participe de nouveau aux championnats du monde en 1997 et est éliminé lors des séries du 200 m (21 s 45).
Enfin, il participe au relais des Jeux de Sydney où le Cameroun termine 5e de sa série.

### Palmarès
| Date | Compétition            | Lieu    | Résultat | Épreuve   | Performance |
| ---- | ---------------------- | ------- | -------- | --------- | ----------- |
| 1996 | Championnats d'Afrique | Yaoundé | 2e       | 100 m     | 10 s 54     |
| 1996 | Championnats d'Afrique | Yaoundé | 3e       | 4 x 100 m | 40 s 0      |
| 1998 | Championnats d'Afrique | Dakar   | 3e       | 4 x 100 m | 39 s 61     |

### Records
Il détient le record du Cameroun du 4 × 400 m avec B. Silfebe, Claude Toukene-Guebogo et Gustave Manyo Batangdon.
| Épreuve | Épreuve | Performance | Lieu | Date | 100 m | Plein air | 10 s 35 | Paris | 3 juillet 1996 | 200 m | Plein air | 20 s 75 | Johannesburg | 17 septembre 1999 | 4 × 400 m | Plein air | 3 min 13 s 1 | Yaoundé | 16 avril 1995 |